# Franz Reinhard von Gemmingen

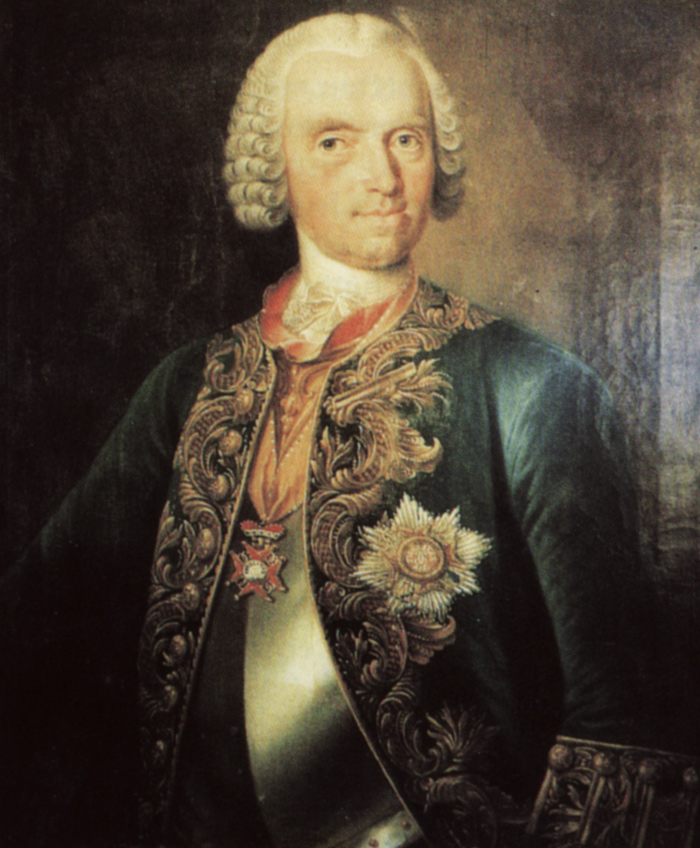
Franz Reinhard von Gemmingen

Franz Reinhard von Gemmingen (* 30. März 1692; † 1751) war baden-durlachscher Kammerjunker und Obervogt in Durlach.

## Leben
Er war ein Sohn des Pleikard Dietrich von Gemmingen (um 1628/29–1695) aus dessen vierter Ehe mit Philippina Marie von Adelsheim (1658–1717). Er trat in baden-durlachsche Dienste und wurde Kammerjunker und später Obervogt in Durlach. Er wurde mit dem Orden der Treue ausgezeichnet. 
Durch den frühen Tod des Vaters fielen ihm bereits in jungen Jahren zwei Drittel von Bonfeld zu. Das restliche Drittel war in gemeinsamen Besitz der Brüder Friedrich Casimir (1694–1744), Reinhard (1698–1773) und Philipp von Gemmingen (1702–1785). Franz Reinhard ließ seine Bonfelder Güter durch Beständer bewirtschaften und von einem Amtmann verwalten, er selbst lebte bei seiner Familie in Durlach. Dennoch begann er ab 1718 in Bonfeld mit dem Neubau eines Schlosses an der Stelle des im Dreißigjährigen Krieg verwüsteten Wasserschlosses von Philipp dem Weisen. Er scheint prinzipiell keinen klugen Umgang mit seinen Finanzen betrieben zu haben und erhöhte seine Schulden durch das Bauvorhaben in Bonfeld zusätzlich. 1736 entschloss der Familienverband, dass Franz Reinhard ein Viertel seines Bonfelder Besitzes den Mitbesitzern zum Kauf anbieten solle, um seine Schulden zu tilgen. Für 15.000 Gulden wurde der Kauf am 9. Mai 1736 abgeschlossen, beide Parteien besaßen nun jeweils die Hälfte des Ortes.
Von seinem Vetter Johann Adam von Gemmingen (1686–1742) erbte er verschiedene Güter, die er 1747 um 9152 Gulden auf Wiederkauf an seinen Bruder Pleikard Dietrich (1689–1757) verkaufte.

## Familie
Er war ab 1718 verheiratet mit Sophie Helene von Pretlack (1701–1781).
Nachkommen:
- Johann Friedrich (1719–1792), brandenburg-ansbachscher Kammerjunker und Obervogt
- Ludwig Reinhard (1721–1740)
- Alexander (1722–1744), sardinischer Leutnant, ertrank bei Tortona
- Karl Rudolph (1737–1784), österreichischer Kammerherr und Obrist
- Marie Christine Franziska (* 1723) ⚭ G. W. von Maldis, J. C. von Stalburg
- Friederike Amalie (1727–1789)
- Charlotte Wilhelmine Johanne (1731–1761) ⚭ Fr. von Geusau
- Christine Sophie (1735–1789) ⚭ Eberhard August von Gemmingen-Hornberg
- August Wilhelm (1738–1795) ⚭ Philippine Margaretha von Holtz (1728–1784), Charlotta Franziska von Gemmingen-Guttenberg (1770–1814)
- Ludwig Reinhard